# Anna Laetitia Barbauld
Anna Laetitia Barbauld, född Aikin 20 juni 1743 i  Kibworth Harcourt i Leicestershire, England, död 9 mars 1825, var en brittisk poet, essäist, pedagog och barnboksförfattare.
Såsom en ”litterär dam” som var verksam i flera genrer, var Barbauld en framgångsrik författare i en tid då kvinnliga författare var sällsynta. Hon var en bemärkt lärare vid Palgrave Academy, och en banbrytande barnboksförfattare; hennes idéer stod modell för pedagogiken i mer än ett århundrade. 
Med sina essäer visade hon att det var möjligt för kvinnor att medverka i den offentliga politiska debatten, varigenom hon ingav mod till andra kvinnliga författare. 
Ännu viktigare var att hon med sin lyrik lade en av hörnstenarna till den engelska romantiken. 
Barbauld var dessutom en litteraturkritiker som med sin antologi över 1700-talets romaner bidrog till att skapa den kanon över seklet som litteraturhistoriskt ännu består.
Barbaulds litterära karriär tog ett plötsligt slut år 1812 med utgivningen av dikten Eighteen Hundred and Eleven i vilken hon klandrade Storbritanniens medverkan i Napoleonkrigen. 
De hätska recensionerna av dikten chockade Barbauld och hon utgav ingenting efter detta. 
Hennes rykte blev också skamfilat när många av romantikens poeter, som hon varit impulsgivare till under franska revolutionens dagar, vände henne ryggen i samband med att de med ökande ålder blev allt mera konservativa. Under återstoden av 1800-talet omnämndes Barbauld enkom i egenskap av pedantisk barnboksförfattare, och var i stort sett bortglömd under 1900-talet. I och med uppkomsten av den feministiska teorin och dess landvinningar i litteraturvetenskapen under 1980-talet, återväcktes intresset för Barbaulds författarskap, vilket återgav henne en plats i litteraturhistorien.

## Uppväxt

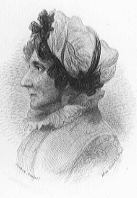
Anna Laetitia Barbauld.

Barbauld föddes som Anna Laetitia Aikin i Kibworth Harcourt, där hennes far John Aikin förestod stadens akademi och var pastor i den presbyterianska kyrkan. Familjens ställning möjliggjorde att hon kunde studera latin, grekiska, franska, italienska och många andra ämnen som tiden ansåg opassande för en kvinna. Hennes håg för studier oroade modern, som trodde att hon därigenom skulle sluta sina dagar som ogift ungmö.
År 1758 flyttade familjen till Warrington Academy, där fadern erbjudits plats som lärare. Där fanns flera av den tidens begåvningar, som naturalfilosofen och teologen Joseph Priestley och Jean-Paul Marat; det finns brev från den senare till John Aikin där han säger ämna gifta sig med Anna Laetitia. Ytterligare en man som blev förälskad i henne var Archibald Hamilton Rowan. Trots moderns farhågor fick hon flera erbjudanden om äktenskap, men hon tackade nej till alla.

## Författardebut och äktenskap
År 1773 utgav Barbauld sin första bok, en diktsamling, efter att hennes vänner övertalat henne att ge ut dem. Samlingen har den enkla titeln Poems, och utkom i fyra upplagor på endast ett år, vilket var en överraskande framgång. Barbauld blev en respekterad författare i England, bara med Poems. Samma år utgav hon och brodern John Aikin tillsammans Miscellaneous Pieces in Prose, vilken också fick ett gott mottagande. Essäerna liknades av kritikerna vid Samuel Johnsons.
I maj 1774, trots vissa hinder, gifte hon sig med Rochemont Barbauld, sonsonen till en fransk hugenott, och tidigare elev vid Warrington. Enligt familjemedlemmar ingick hon äktenskapet för att han inte skulle bli galen. Sedan paret vigts, flyttade de till Suffolk, i närheten av en skola där maken fått anställning som lärare. Den unga frun använde sin tid till att omarbeta psalmer, vilket var en vanlig och passande sysselsättning för kvinnor i hennes position denna tid. Hon utgav dem under titeln Devotional Pieces Compiled from the Psalms and the Book of Job. Detta arbete hör samman med en essä hon skrev, ”Thoughts on the Devotional Taste, on Sects and on Establishments”, i vilken hon redogör för sin uppfattning om den religiösa känslosamheten och problem som följer med att religionen institutionaliseras.
Det verkar som om paret efter endast ett års äktenskap började bli oroade att de aldrig skulle få några barn. Barbauld föreslog år 1775 att de skulle adoptera ett av broderns barn, Charles, vilket också skedde. Det var till Charles som Barbauld skrev sina mest berömda böcker: Lessons for Children (1778–1779) och Hymns in Prose for Children (1781).

## Palgrave Academy
Barbauld och hennes man ägnade elva år åt att undervisa vid Palgrave Academy i Suffolk. Ända från första början förväntades Barbauld inte bara sköta hushållet, utan också likartade sysslor i skolan: hon var revisor, städare och värdinna. 
Skolan hade vid dess start bara fyra elever men när paret Barbauld 1785 flyttade hade den 40 inskrivna, vilket vittnar om vilket gott rykte skolan fått. Framför allt tilldrog sig deras pedagogik andras intresse. De använde inte den strikta disciplin som till exempel Eton gjorde, där kroppsstraff förekom, utan i stället andra straffsystem där eleverna själva fick vara med och döma varandra. I stället för klassiska studier, föredrog Barbauld praktiska övningar och naturvetenskapligt inriktad kunskap. Barbauld själv undervisade både i högre och lägre stadier, och utgav en skoltidning samt skrev dramer som eleverna fick sätta upp.

## Politiskt engagemang och Hampstead
I september 1785 lämnade paret Palgrave för att resa runt i Frankrike; Rochemonts psykiska hälsa hade svikit honom och han var inte längre kapabel att utföra sin lärarsyssla. 1787 flyttade de till Hampstead där Rochemont erbjöds att leda den presbyterianska kyrkan. Här blev Barbauld nära vän med dramatikern Joanna Baillie. Men paret övergav inte pedagogiken helt fastän de slutat undervisa vid skolor; de hade som regel ett par elever som bodde med dem, på sina vänners rekommendationer. 
Under denna period, när franska revolutionen härjade som mest, skrev Barbauld sina mest radikala texter. Från 1787 till 1790 försökte Charles James Fox övertala det brittiska underhuset att anta en lag som medgav dissidenter från anglikanska kyrkan fulla medborgerliga rättigheter. När förslaget lades ner den tredje gången, skrev Barbauld en av sina mest passionerade pamfletter, An Address to the Opposers of the Repeal of the Corporation and Test Acts. Läsarna chockades över att en kvinna kunde resonera som hon gjorde. 
År 1791, sedan William Wilberforces försök att förbjuda slavhandel misslyckats, utgav Barbauld sin Epistle to William Wilberforce Esq. On the Rejection of the Bill for Abolishing the Slave Trade, vilken inte bara förbarmade sig över slavarnas öden, utan också varnade för det sociala och kulturella förfallet som britterna kunde vänta sig om inte slaveriet förbjöds. Hon fortsatte sitt engagemang när hon år 1792 utkom med den pacifistiska Sins of Government, Sins of the Nation där hon hävdar att varje medborgare är ansvarig för nationens handlingar.

## Stoke Newington och författarskapets slut
Paret Barbauld flyttade till Stoke Newington 1802, där Rochemont övertog pastorskapet i Newington Greens kapell. Barbauld själv gladdes över att flytta närmare sin bror, John, eftersom hennes makes sinne var så instabilt. Rochemont utvecklade en våldsam antipati för sin hustru, vilket en gång gick så långt som till ett knivöverfall. Den gången var dock inte den enda där fysiskt våld förekom och där Barbauld svävade i fara, men hon vägrade ändå lämna honom. När Rochemont gick och dränkte sig 1808 var Barbauld utom sig av sorg. Hon upptog sedan författandet och skrev sin Eighteen Hundred and Eleven (1812) där hon skildrar England som en ruin. Den mottogs med en sådan grymhet att hon aldrig därefter vågade sig på att skriva mer. Barbauld avled 1825 som en välkänd författare. Hon begravdes i familjegraven på St Marys kyrkogård i Stoke Newington. 

## Eftermäle

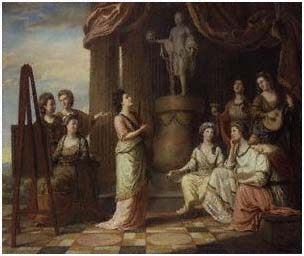
Bernauld är avtecknad i Richard Samuels verk Nine Muses (1779), där hon står bakom konstnären och gestikulerar med handen.

Vid Barbaulds död utropades hon i Newcastle Magazine som ”tveklöst den främsta av våra kvinnliga poeter och en av de mest vältaliga och kraftfulla prosaförfattarna”. Imperial Magazine förklarade att ”så länge som vitterhet skall odlas i Storbritannien eller varhelst engelska språket är känt, så länge skall denna dams namn respekteras”.
Men ett sekel senare omnämndes hon uteslutande som en moraliserande barnboksförfattare, om ens detta. Det var inte förrän den feministiska teorin vann mark i litteraturvetenskapen under 1970- och 1980-talen som hennes namn återigen började nämnas i litteraturhistoriska sammanhang.
En orsak till att hon glömdes bort var att hon häcklades av Samuel Taylor Coleridge och William Wordsworth, två poeter som i sin mer radikala ungdom inspirerats av henne men på äldre dagar blev allt mera konservativa. När dessa båda poeter hittade vägen till den litterära kanon blev deras åsikter gällande. Dessutom fördes Barbaulds författarskap till vad som skulle kallas den ”filistinska medelklasslitteraturen”, en samhällsgrupp som senare hölls ansvarig för missförhållanden som följde med industrialiseringen. 
I England har den gällande kanon om romantiken satts under lupp under senare år, vilket har omvärderat Barbaulds inflytande på och betydelse i strömningen. Detta beror dock inte på den feministiska teorin som uppkom på 1970-talet - till detta var inte Barbauld tillräckligt radikal, könsöverskridande eller systerlig. Det var först när feminismen blev föremål för analys som Barbaulds roll för romantiken omvärderades.
Med sina  Lessons for Children och Hymns in Prose for Children revolutionerade Barbauld barnboksgenren; för första gången tog berättelserna sin utgångspunkt i barnets läsförmåga. De trycktes med större typstorlek än vad regel var och upprättade en litterär, förtrolig stil som blev epokgörande för medelklassens barnböcker i många generationer.
Hennes lyrik brukar feminister framhålla som ett graverande exempel på fall där en kvinna varit en framstående och framgångsrik författare under sin samtid, men som av en eller annan orsak glömts bort av akademikerna som sammanställt den litterära kanon. I dikterna resonerar Barbauld emot Edmund Burkes estetik och uppställer en konkurrerande definition av det sublima och det sköna.
Med sina antologier, som exempelvis The British Novelists och The Female Speaker, bidrog hon till utvecklingen av den brittiska kanon, samt i förorden till att upprätta romanens rykte genom att härleda dess uppkomst från antikens Grekland och Persien.

### Originalutgåvor
- Corsica: And Ode (1768)
- Poems (1773)
- Miscellaneous Pieces in Prose (med John Aikin) (1773)
- Devotional Pieces, Compiled from the Psalms and the Book of the Job (1775)
- Lessons for Children (1778–9) (4 band)
- Hymns in Prose for Children (1781)
- An Address to the Opposers of the Repeal of the Corporation and Test Acts (1790)
- An Epistle to William Wilberforce, Esq. on the Refjection of the Bill for Abolishing the Slave Trade (1791)
- Civic Sermons to the People (1792)
- Remarks on Mr. Gilbert Wakefield’s Enquiry into the Expediency and Propriety of Public or Social Worship (1792)
- Evenings at Home, or The Juvenile Budget Opened (med John Aikin) (1792–6) (6 band)
- Sins of Government, Sins of the Nation (1793)
- Reasons for National Penitence Recommended for the Fast Appointed on February 28, 1794 (1794)
- "What is Education?" Monthly Magazine 5 (1798)
- The Arts of Life (med John Aikin) (1802)
- The Correspondence of Samuel Richardson (6 band) (1804)
- Selections from the Spectator, Tatler, Guardian, and Freeholder, with a Preliminary Essay  (3 band) (1805)
- The British Novelists (50 band) (1810)
- An Essay on the Origin and Progress of Novel-Writing (1810)
- The Female Speaker (edited) (1811)
- Eighteen Hundred and Eleven (1812)
- The Works of Anna Laetitia Barbauld. With a Memoir by Lucy Aikin (utgiven av sondottern, Lucy Aikin) (1825)
- A Legacy for Young Ladies (utgiven av sondottern, Lucy Aikin, potumt) (1826)